# Batalla d'al-Harra
La batalla d'al-Harra formà part de la segona fitna, i es va lliurar en un desert prop de Medina el 683. En endavant aquest lloc fou conegut com la Harra per excel·lència.

## Antecedents
Durant el govern de Muàwiya I, alguns alides van refusar de prestar jurament al presumpte hereu Yazid I, i a la mort del califa, el 680, van ratificar la no acceptació de Yazid, encapçalats per al-Hussayn ibn Alí. Per escapar de les persecucions omeies els alides van fugir a la Meca. Després de la mort d'Al-Hussayn a la batalla de Karbala, Abd-Al·lah ibn az-Zubayr va començar a reclutar partidaris, i una tropa encapçalada per Múslim ibn Uqba al-Murrí fou enviada a Medina per posar fi a l'activitat rebel. Abd-Al·lah llavors va proclamar la deposició de Yazid, i el van secundar els Ansar de Medina que van agafar com a cap a Abd-Al·lah ibn Hàndhala deposant al governador omeia, i els quraixites de la ciutat que van agafar com a cap a Abd-Al·lah ibn Mutí.

## Batalla
Yazid I va enviar contra els rebels Múslim ibn Uqba al-Murrí amb un exèrcit sirià de dotze mil homes que va derrotar els medinesos a la Harra el 27 d'agost del 683, i va saquejar la ciutat durant tres dies.

## Conseqüències
Múslim ibn Uqba al-Murrí va morir poc després, quan es dirigia a assetjar Abd-Al·lah ibn az-Zubayr, que era a la Meca. El 24 de setembre del 683, el nou comandant, al-Hussayn ibn Numayr as-Sakuní va iniciar el setge que va aixecar al cap de 64 dies, en assabentar-se de la mort de Yazid I.